# Jelle
Jelle ist ein männlicher und weiblicher Vorname.

## Herkunft und Bedeutung

### Männlicher Vorname
Beim männlichen Vornamen Jelle handelt es sich als durch Lautverschiebung entstandene Variante von Gelle um eine Kurzform verschiedener Namen, die mit dem Element geld „Wert“, „Lohn“, „Bezahlung“, „Vergeltung“, „Opfer“ gebildet werden.
In den südlichen Niederlanden stellt Jelle eine Verkürzung von Guilielmus, einer Variante von Wilhelm, dar.

### Weiblicher Vorname
Beim weiblichen Vornamen Jelle handelt es sich entweder um eine Koseform verschiedener zusammengesetzter Namen mit dem geld „Wert“, „Lohn“, „Bezahlung“, „Vergeltung“, „Opfer“ oder um eine Kurzform von Gabriela.

## Verbreitung
Der Name Jelle ist primär als Männername geläufig.
In Belgien war Jelle bis in die 2010er Jahre hinein als Jungenname geläufig. Bis 2009 zählte er zu den 100 meistgewählten Jungennamen (Ausnahme: Rang 114 im Jahr 2000).
In den Niederlanden fand er sich bis 2015 in der Top-100 der Vornamenscharts. 2017 erreichte er diese Hitliste erneut, setzte danach jedoch den Abwärtstrend fort. Im Jahr 2024 belegte er in den Vornamenscharts Rang 163.
Der Name Jelle wird in Deutschland nur selten vergeben. Zwischen 2010 und 2024 wurde er etwa 600 Mal als erster Vorname gewählt. Dabei ist er vor allem in Schleswig-Holstein verbreitet. Auch in Niedersachsen, Hamburg und Bremen kommt er gelegentlich vor.

## Varianten
Männliche Varianten
- Jello, Jolle, Jelto, Jelte, Jelke
- Latinisierung: Gellius

Weibliche Varianten
- Jella, Jolle, Jolla, Jelscha, Jelske
- Verlängerung: Jelina

## Namensträger

### Männliche Namensträger
- Jelle Bataille (* 1999), belgischer Fußballspieler
- Jelle Zeilinga de Boer (1934–2016), niederländischer Geologe
- Jelle De Bock (* 1988), belgischer Fußballspieler
- Jelle Florizoone (* 1995), belgischer Schauspieler und Sänger
- Jelle Geens (* 1993), belgischer Triathlet
- Jelle Goes (* 1970), niederländischer Fußballspieler und -trainer
- Jelle van Gorkom (* 1991), niederländischer Radrennfahrer
- Jelle Hilarius (* 1988), niederländischer Volleyballspieler
- Jelle van Jaarsveld (* 1988), niederländischer Volleyballspieler
- Jelle Klaasen (* 1984), niederländischer Dartspieler
- Jelle Maas (* 1991), niederländischer Badmintonspieler
- Jelle van der Meulen (* 1950), niederländischer Autor
- Jelle Nijdam (* 1963), niederländischer Radrennfahrer
- Jelle Posthuma (* 1990), niederländischer Straßenradrennfahrer
- Jelle Reumer (* 1953), niederländischer Paläontologe und Evolutionsbiologe
- Jelle ten Rouwelaar (* 1980), niederländischer Fußballtorhüter
- Jelle Sels (* 1995), niederländischer Tennisspieler
- Jelle Smit († 1564), friesischer Pfarrer und Reformator
- Jelle Snippe (* 1998), niederländischer Judoka
- Jelle van Tongeren (* 1980), niederländischer Jazzmusiker
- Jelle Van Damme (* 1983), belgischer Fußballspieler
- Jelle Vanendert (* 1985), belgischer Radrennfahrer
- Jelle Vossen (* 1989), belgischer Fußballspieler
- Jelle Wallays (* 1989), belgischer Straßenradrennfahrer
- Jelle Zijlstra (1918–2001), niederländischer Wirtschaftswissenschaftler und Politiker (ARP, Ministerpräsident 1966–1967)

Zweitname
- Willem Jelle Faber (Künstlername Mac Zimms; * 1970), niederländischer Trance-DJ und -Produzent
- Jan Jelle Ykema (* 1963), niederländischer Eisschnellläufer

### Weibliche Namensträger
- Jelle van Dael (* 1990), belgische Sängerin und Moderatorin